# پاک‌سازی سیاسی جمعیت
پاک‌سازی سیاسی جمعیت (انگلیسی: Political cleansing of population) به معنی حذف بخشی از جمعیت به دلایل خاص سیاسی است. حذف می‌تواند شامل اشکال گوناگونی مانند مهاجرت اجباری، پاک‌سازی قومی یا انتقال جمعیت باشد.

## کنوانسیون نسل‌کشی
در کنوانسیون مربوط به نسل‌کشی که در سال ۱۹۴۸ میلادی تصویب شد گروه‌های سیاسی تحت حفاظت قرار نگرفته‌اند.
رافائل لمکین که از مبدعین کنوانسیون بود خود با با قرار دادن گروه‌های سیاسی در این کنوانسیون مخالف بود. او در خاطرات خود پیرامون این موضوع می‌نویسد: «در آمریکای لاتین هر از چندی انقلاب می‌شود و طی آن مخالفان سیاسی هم نابود می‌شوند. سپس مدتی در آرامش زندگی می‌کنیم و دوباره با یک انقلاب آن‌هایی که در صدر هستند به کناری می‌روند. چرا باید این اتفاق را به عنوان نسل‌کشی طبقه‌بندی کرد؟»
در قطعنامه سازمان ملل متحد نیز مخالفت دولت‌های مختلف و به خصوص شوروی که نگران بودند محافظت از گروه‌های سیاسی موجب محدودیت بر حق این دولت‌ها سبب سرکوب آشفتگی‌های داخلی شود موجب حذف گروه‌های سیاسی از گروه‌های تحت حفاظت شد.
با این حال کشتارهایی مانند آنچه توسط خمرهای سرخ رخ داد یا آنچه در قحطی ۱۹۳۲–۳۳ شوروی یا قحطی بزرگ چین را می‌توان نمونه‌هایی از کشتار دسته جمعی مردم با اهداف سیاسی در نظر گرفت.

## سیاسی‌کشی
سیاسی‌کشی عبارت است از نابودی فیزیکی یا حذف عمدی گروهی که اعضای آن مخالف یک نظام هستند یا دارای ویژگی‌های مشترک در تعلق به یک جنبش سیاسی می‌باشند. این شیوه به همراه مهاجرت اجباری جزو روش‌هایی هستند که جهت پاکسازی سیاسی یک جمعیت استفاده می‌شوند.
دو اندیشمند حوزه علوم اجتماعی با نام‌های تد رابرت گور و باربارا هارف سیاسی‌کشی را کشتار گروهی از مردم نه به دلیل اشتراکات نژادی یا جامعه‌ای بلکه به دلیل موقعیت سلسله‌مراتبی یا مخالفت سیاسی با رژیم و گروه مستقر می‌دانند. هارف گاهی از واژه سیاسی-نسل‌کشی استفاده می‌کند که شامل انواع کشتارها به دلایل سیاسی، اقتصادی، نژادی و فرهنگی است.

## انگیزه‌ها
در کشتارهای سیاسی گاهی انگیزه حذف افراد به دلیل حمایت آن‌ها از تفکرات سیاسی مخالف با نظام مستقر است که در کشورهایی مانند کلمبیا که دارای شورشیان زیادی است به صورت گسترده اتفاق میفتد. گاهی ممکن است دولت‌ها از واژه برقراری آرامش برای این عمل استفاده نمایند.